# مارک لاووآن
مارک لاووآن (به فرانسوی: Marc Lavoine) (زاده ۶ اوت ۱۹۶۲ در لون ژوومو) خواننده و بازیگر فرانسوی است.
وی با آلبوم پارکینگ فرشتگان در سال ۱۹۸۴ به آوازه‌ای بلند دست یافت.
همسر وی شاهدخت سارا پونیاتوفسکی اهل لهستان است که در ۱۹۹۵ در شهر مراکش با وی ازدواج کرده است و حاصل آن سه فرزند به نام‌های یاسمین، رومن و میلو است.